# Ceratozamia zoquorum
Ceratozamia zoquorum är en kärlväxtart som beskrevs av Pérez-farrera, Vovides och Carlos G. Iglesias. Ceratozamia zoquorum ingår i släktet Ceratozamia och familjen Zamiaceae. IUCN kategoriserar arten globalt som akut hotad. Inga underarter finns listade i Catalogue of Life.